# Ekard ze Schwoben
Ekard ze Schwoben (1560 Královec – 6. prosince 1595) byl římskokatolický kněz, který se stal olomouckým, brněnským a kroměřížským kanovníkem a prelátem a od r. 1587, kdy na tyto funkce rezignoval, opatem velehradským. Byl jedním z nejbližších spolupracovníků olomouckého biskupa Pavlovského v jeho reformačním díle. Před smrtí byl jmenován i opatem žďárským.